# St. Hippolytus (Troisdorf)

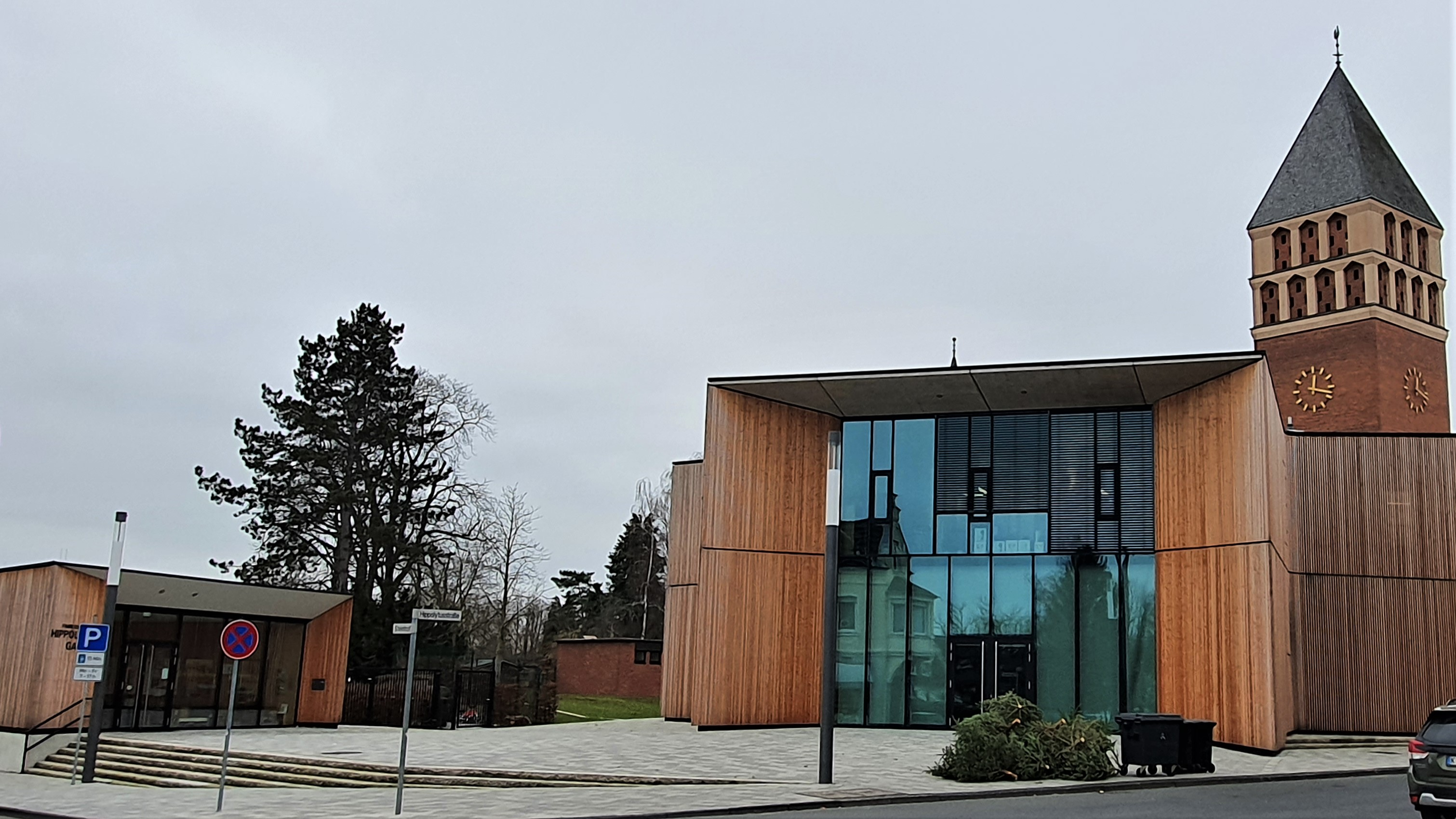
Gemeindezentrum und Kita der Pfarrei St. Hippolytus, im Hintergrund der Kirchturm 2022

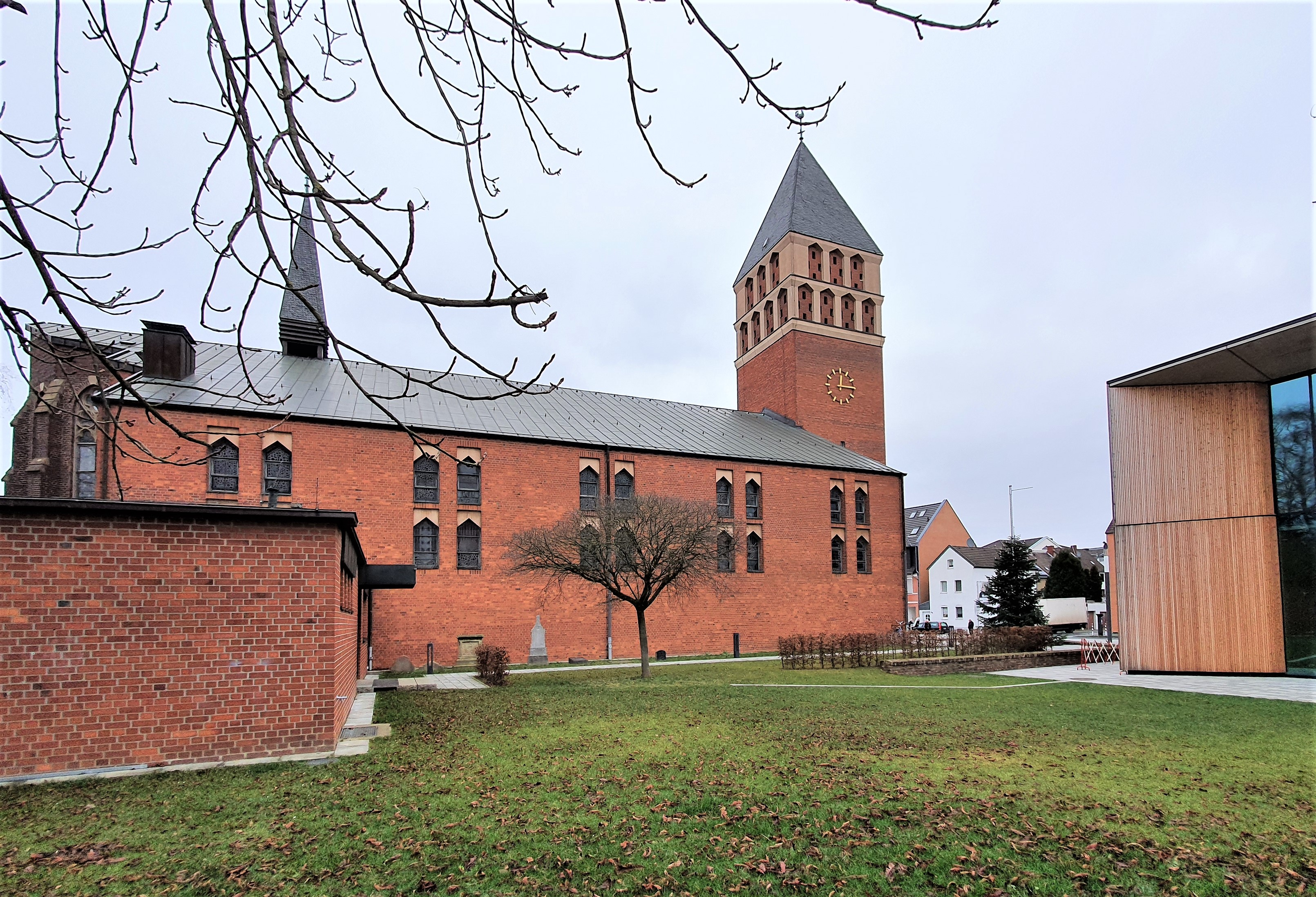
Pfarrkirche St. Hippolytus Troisdorf von Süden 2022

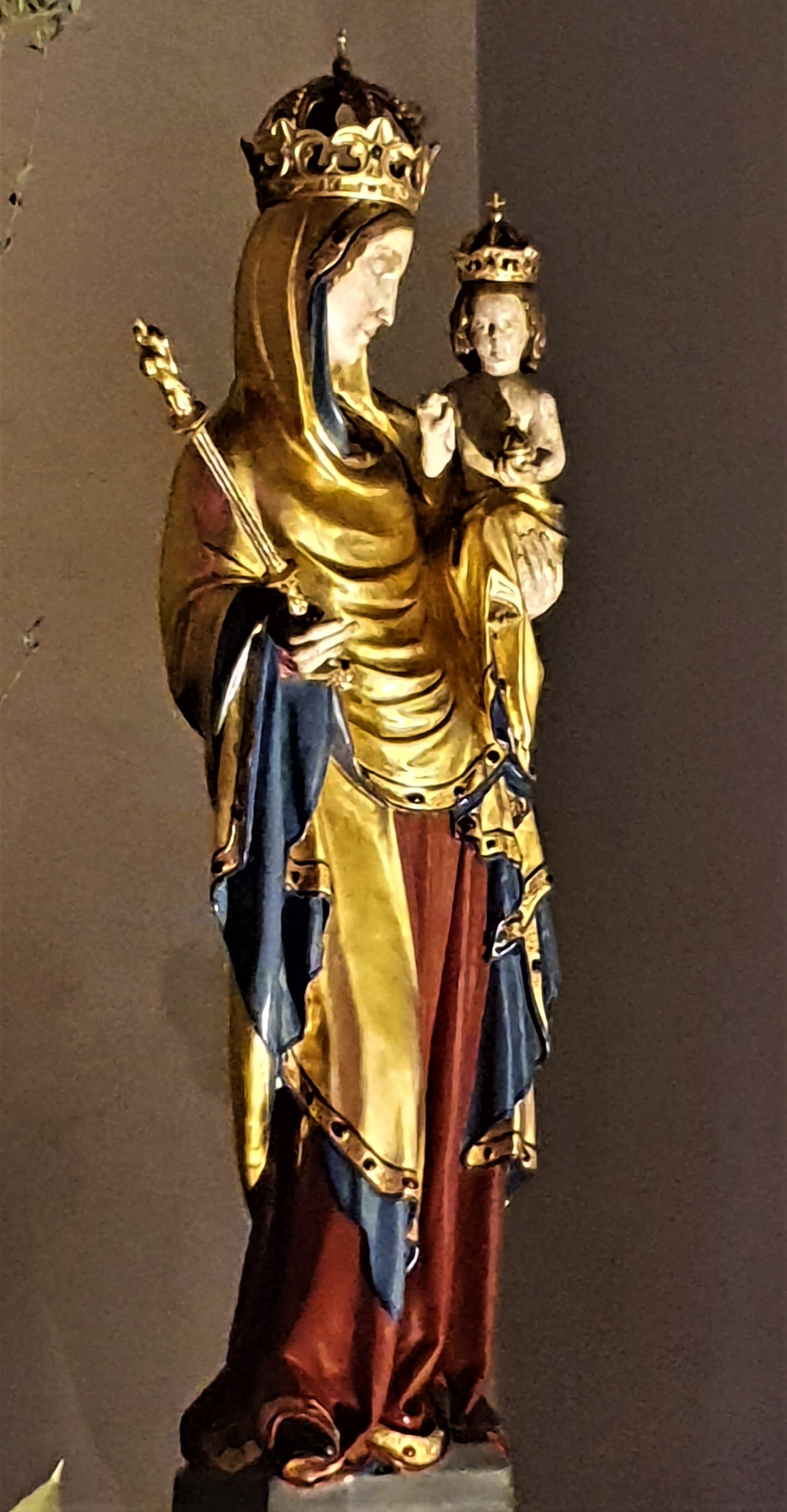
Pfarrkirche St. Hippolytus, die Troisdorfer Madonna

St. Hippolytus ist eine römisch-katholische Pfarrkirche in Troisdorf-Mitte, einem Stadtteil von Troisdorf im nordrhein-westfälischen Rhein-Sieg-Kreis.

## Geschichte
Troisdorf besitzt eine über 1000 Jahre alte kirchliche Überlieferung.
Erzbischof Anno II. von Köln verleiht der von ihm 1064 gegründeten Abtei Siegburg die Kirche in Troisdorf mit dem Pfarrgut und den zehnten Teil der Einkünfte. Die im Rheinland seltene Wahl des hl. Hippolyt zum Pfarrpatron wird mit Beziehungen zum Ursulastift in Köln erklärt, das im Mittelalter die Reliquien des Heiligen besaß. Die Patronats- und Zehntrechte mit dem Recht den jeweiligen Pfarrer vorzuschlagen, gingen im 16. Jahrhundert an die Besitzer der Burg Wissem über.
Die älteste dokumentierte Kirche stand, wie aus einem Katasterplan von 1820 hervorgeht, neben der Stelle, wo 1863 /1864 ein neugotischer, dreischiffiger Bau erstellt wurde. Die alte Kirche war bereits um 1770 einsturzgefährdet, 1854 wurde sie baupolizeilich geschlossen. Bis 1864 war die Troisdorfer Gemeinde ohne Kirche. Man behalf sich mit der Herrichtung einer Scheune und hielt später die Gottesdienste in einem Privathaus ab.
Die neue Kirche wurde Ende 1864 eingeweiht. Die Verdoppelung der Einwohnerzahl Troisdorfs machte 1898 eine bauliche Erweiterung notwendig.
Den Zweiten Weltkrieg überstand St. Hippolytus in der Substanz unbeschadet. 1951 wurden noch einmal bauliche Mängel beseitigt, jedoch plante man bereits damals einen Neubau.

## Der Neubau von 1963/64
Es dauerte noch zwölf Jahre, bis die Neubaupläne aus den frühen 1950er Jahren Wirklichkeit wurden. Als Begründung wurde im Bauantrag Platzmangel genannt. Letztendlich wurde formal kein Neubau, sondern ein Umbau genehmigt. Nach dem Plan des Architekten Karl Band blieben Chor und Turm erhalten. Letzterer wurde ummantelt und teilweise durch einen Neubau ersetzt. Der Raum für die Gemeindemitglieder wurde völlig neu gebaut und mit einem Satteldach versehen.

## Umgebung
Neben dem Kirchengebäude wurden zwischen 2018 und 2020 das Gemeindezentrum Hippolytushaus und das Familienzentrum Hippolytusgarten erbaut, geplant durch Atelier Brückner, Stuttgart.

## Ausstattung der Kirche
Am Eintritt ins Kirchenschiff steht unter der Orgelempore das älteste Ausstattungsstück der Kirche, der romanische Taufstein (12. Jhdt.) aus Trachyt. Über der Empore erhebt sich der Prospekt der Orgel.
Tabernakel, Altar, Kommunionbank, die Sitze im Altarraum, Ambo und Leuchter sind das Werk des Limburger Künstlers Karl Matthäus Winter.
Die linke Seitenkonche neben dem Altarraum beherbergt die Troisdorfer Madonna. Ihre genaue zeitliche Einordnung konnte, ebenso wie ihre Herkunft, im Rahmen der Restaurierung von 1983 bis 1988 nicht eindeutig geklärt werden.
Die Gedächtnisstätte für die Opfer von Krieg und Gewaltherrschaft an der südlichen Längsseite bildet das 1928 entstandene Relief Der Tod des heiligen Josef von Karl Menser, Bonn.
Das große Bronzekreuz im Kirchenraum wurde 1967 von Helge Kühnapfel geschaffen.

### Kirchenfenster
Die Fenster der Kirche entstanden 1964 nach Entwürfen des Kölner Glasmalers Hans Lünenborg. Neben rein ornamentalen, farblich interessant gestalteten Fenstern, finden sich auch Christussymbole (Licht des Heils, Sonne der Gnade mit Dornzweig, Baum des Lebens, das himmlische Jerusalem) und Mariensymbole (elfenbeinerner Turm, geheimnisvolle Rose, Muschel-Perle).

### Orgel
Die Orgel wurde 1969 durch die Firma Rieger Orgelbau aus Vorarlberg erbaut. Die 36 Register verteilen sich auf drei Manuale und Pedal.
Die Disposition lautet wie folgt:
| I Rückpositiv C–g3 |              |       |
| 1.                 | Spitzgedackt | 8′    |
| 2.                 | Quintade     | 8′    |
| 3.                 | Principal    | 4′    |
| 4.                 | Blockflöte   | 4′    |
| 5.                 | Octave       | 2′    |
| 6.                 | Quintlein    | 1 ⁄3′ |
| 7.                 | Cymbel IV    | 1⁄4′  |
| 8.                 | Krummhorn    | 8′    |
| 9.                 | Rohrschalmey | 8′    |
|                    | Tremulant    |       |

| II Hauptwerk C–g3 |                   |       |
| 10.               | Holzgedackt       | 16′   |
| 11.               | Principal         | 8′    |
| 12.               | Spitzflöte        | 8′    |
| 13.               | Octav             | 4′    |
| 14.               | Querflöte         | 4′    |
| 15.               | Sesquialter I-III | 2 ⁄3′ |
| 16.               | Superoctav        | 2′    |
| 17.               | Mixtur IV-VI      | 1 ⁄3′ |
| 18.               | Trompete          | 8′    |
| 19.               | Chamade           | 8′    |

| III Schwellwerk C–g3 |              |                    |
| 20.                  | Salicional   | 8′                 |
| 21.                  | Rohrflöte    | 8′                 |
| 22.                  | Principal    | 4′                 |
| 23.                  | Koppelflöte  | 4′                 |
| 24.                  | Gemshorn     | 2′                 |
| 25.                  | Quintant III | 1 3⁄5′+1 ⁄3′+ 8⁄9′ |
| 26.                  | Oktävlein    | 1′                 |
| 27.                  | Scharff IV   | 1′                 |
| 28.                  | Basson       | 16′                |
| 29.                  | Schalmei     | 8′                 |
|                      | Tremulant    |                    |

| Pedal C–f1 |                  |       |
| 30.        | Principal        | 16′   |
| 31.        | Subbaß           | 16′   |
| 32.        | Octav            | 8′    |
| 33.        | Spillpfeife      | 8′    |
| 34.        | Piffaro II       | 4′+2' |
| 35.        | Rauschpfeife III |       |
| 36.        | Posaune          | 16′   |
| 37.        | Clairon          | 4′    |

- Koppeln: I/II, III/II, III/I, I/P, II/P, III/P
- Spielhilfen: sechs mechanische Kombinationen

Organist von 1991 bis 2021 war Michael Veltman.

### Kirchenglocken
Die vier Kirchenglocken mit den Glockennamen Christus (Schlagton cis′+5), Hippolytus (e′+4), Maria (fis′+7) wurden 1949 von Albert Junker in Brilon gegossen. Die Engel-Glocke (a′-5) wurde in 1925 von Fa. Otto (Hemelingen bei Bremen) gegossen.
| Name              | Stimmung | Durchmesser (mm) | Gewicht (kg) | Inschrift                                                                          |
| Christus-Glocke   | cis′ +5  | 1480             | 1800         | Christus, gib uns den Frieden                                                      |
| Hippolytus-Glocke | e′ +5    | 1250             | 1110         | Heiliger Hippolytus, schütze uns, die wir den Krieg überlebt haben, auch fürderhin |
| Maria-Glocke      | fis′ +7  | 1110             | 740          | Heilige Maria, empfiehl uns deinem Sohn                                            |
| Engel-Glocke      | a′ –5    | 940              | 462          | Ihr Engel Gottes, schützt unsere Kleinen                                           |

## Pfarrer an St. Hippolytus
- Liste der Pfarrer an St. Hippolytus (Troisdorf)